# Villa romaine de L'Espelt
La villa romaine de L'Espelt est un site archéologique de la Rome antique situé à L'Espelt (ca), dans la commune d'Òdena (comarque de Anoia), dans la province de Barcelone, en Catalogne, en Espagne,.

## Histoire
La villa romaine fut habitée à l'époque romaine, des IIe et Ier siècles av. J.-C. jusqu'au premier tiers du Ve siècle, avec une ampleur variable. Elle a été construite sur un lieu dominant, à proximité d'un cours d'eau et d'une voie de communication qui permettait de vendre les excédents de production. À l'époque médiévale, il semble qu'elle ait été de nouveau occupée. Elle a été déclarée bien culturel d'intérêt national.

## Description
Les fouilles, réalisées par le Centro de Estudios Comarcales de Igualada (es) et la Députation provinciale de Barcelone, ont mis au jour les fondations de plusieurs pièces, certaines à usage d'habitation et d'autres destinées à l'activité agricole. Elles ont livré des traces d'élevage et de culture des céréales, de la vigne, avec production de vin et probablement d'huile d'olive, ainsi que d'activités artisanales telles que le tissage. Certaines pièces étaient couvertes de peintures aux motifs géométriques ou végétaux.
Au IIe siècle, la ferme fut transformée en villa, avec un patio intérieur ouvert, des pièces autour du couloir et de la "pars rustica", et des zones résidentielles. Un secteur thermal ou balnéum a également été ajouté.
Un sol en mosaïque et de nombreux échantillons de poterie, d'objets en verre, en os, en fer ou en bronze, des pièces de monnaie et un fragment de cadran solaire ont été trouvés. Parmi les objets collectés figurent des boucles, des épingles à cheveux, des épingles en os, des fusaïoles, des ustensiles de cuisine, des lampes, des clés de porte, un plateau en verre, un dé, des pinces et un lustre. Les objets ont été déposés au Museo de la Piel de Igualada (es).

## Galerie

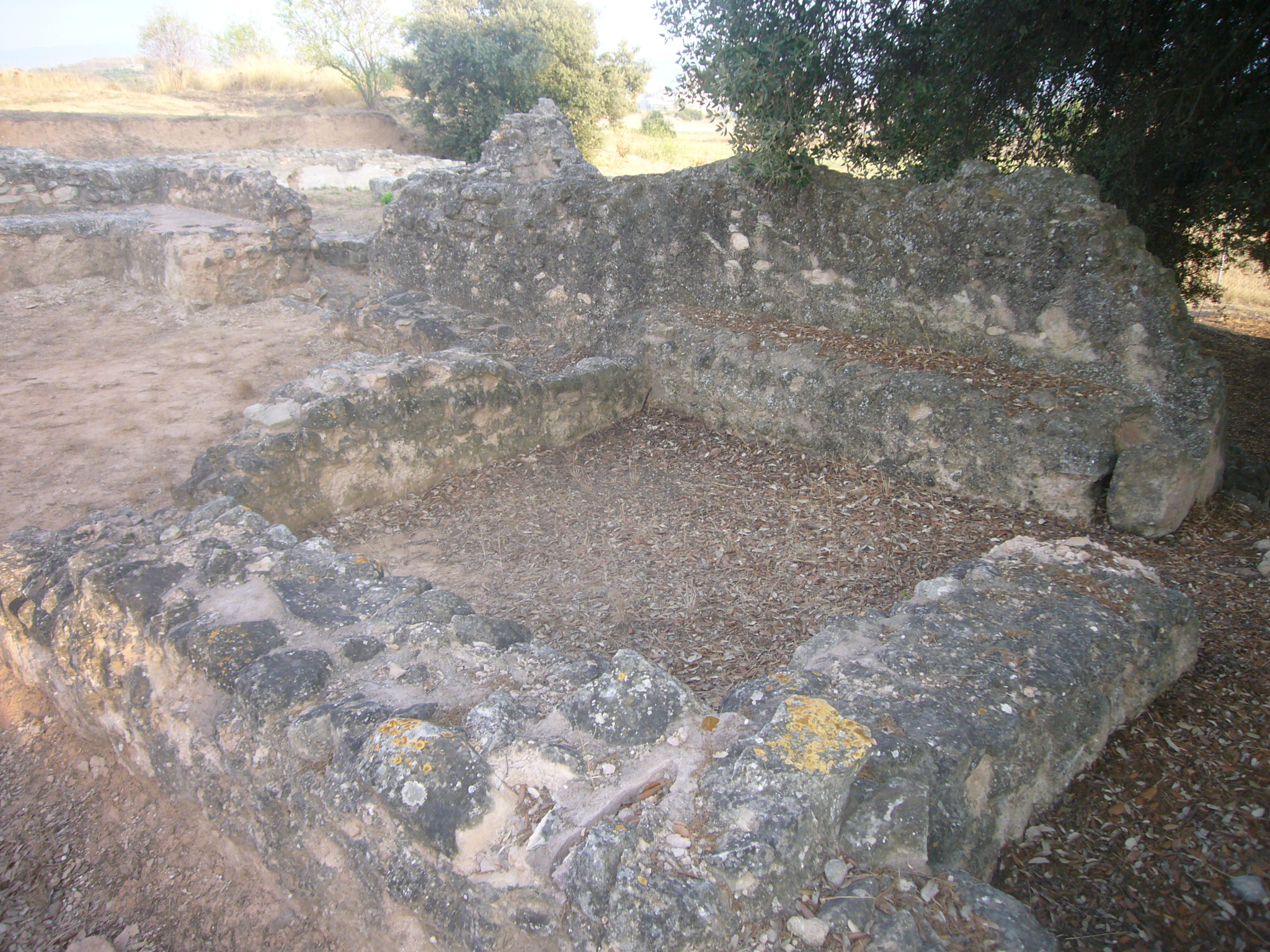
Fondations d'une salle.
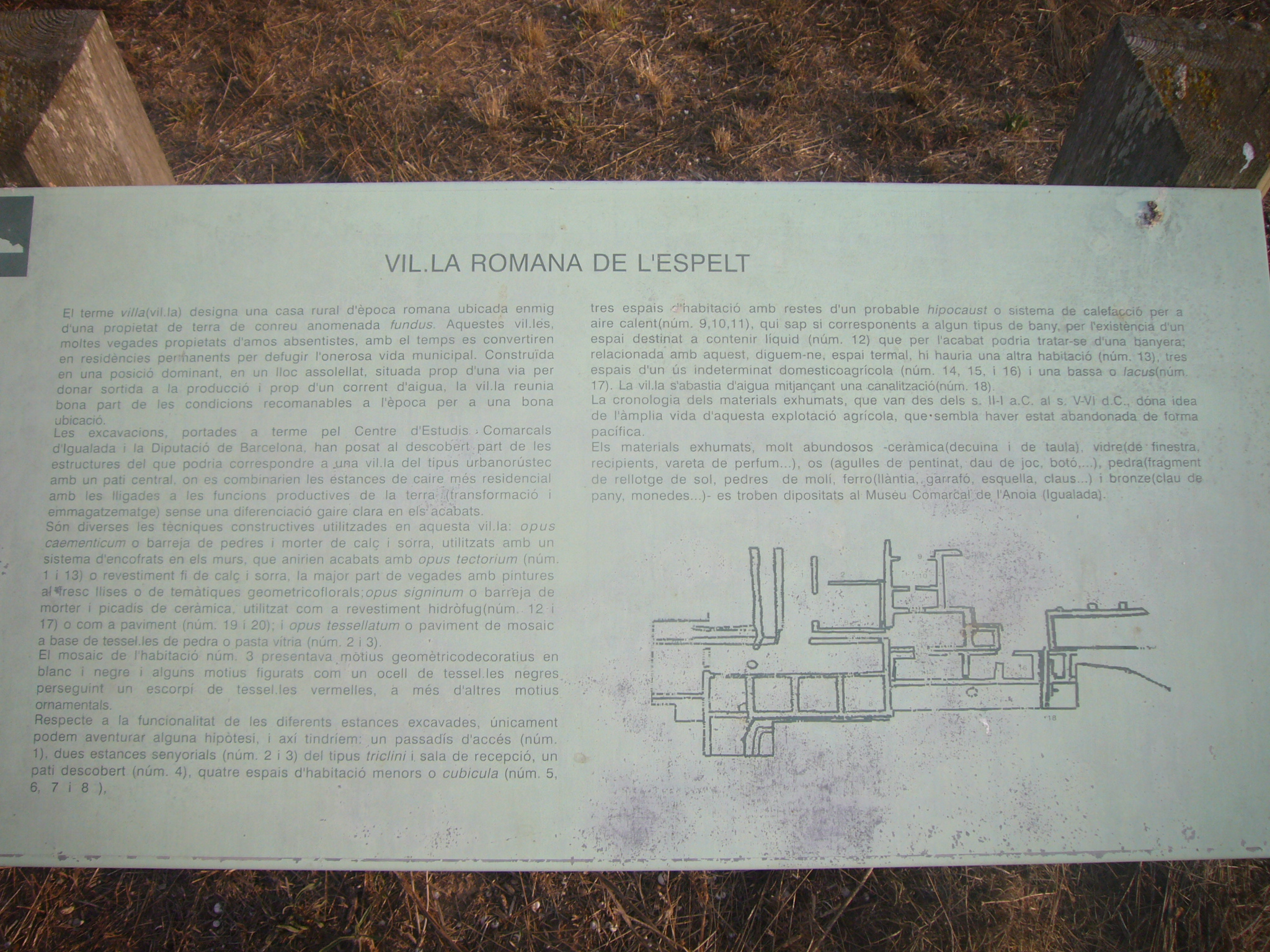
Panneau explicatif.